# Puchar Niepodległości w piłce siatkowej (2021)
Puchar Niepodległości w piłce siatkowej 2021 – pierwsza edycja turnieju o siatkarski Puchar Niepodległości zorganizowana przez Albański Związek Piłki Siatkowej (Federata Shqiptare e Volejbollit, FSHV) wraz ze Związkiem Piłki Siatkowej Kosowa (Federata e Volejbollit e Kosovës, FVK) z okazji dni niepodległości i wyzwolenia Albanii. Rozegrana została w dniach 26-28 listopada 2021 roku w hali sportowej w dzielnicy Marigona Residence (Palestra Sportive në lagjen Marigona Residence) w Prisztinie.
W turnieju uczestniczyło osiem zespołów – cztery męskie, tj. Erzeni i Tirana z Albanii oraz Drita i Ferizaj z Kosowa, i cztery kobiece, tj. Tirana i Vllaznia z Albanii oraz Drita i M-Technologie z Kosowa. Rozgrywki składały się z półfinałów i finału.
W męskich półfinałach Tirana pokonała Dritę, a klub Erzeni zwyciężył z Ferizajem. W kobiecych półfinałach natomiast zespół M-Technologie wygrał z Tiraną, a Drita z Vllaznią.
Puchar Niepodległości zdobyły kluby Tirana w turnieju mężczyzn oraz M-Technologie w turnieju kobiet.

## Turniej mężczyzn

### Drabinka
|  |           |           |           |        |   |        |        |       |
|  | Półfinały | Półfinały | Półfinały |        |   | Finał  | Finał  | Finał |
|  | Półfinały | Półfinały | Półfinały |        |   | Finał  | Finał  | Finał |
|  |           |           |           |        |   |        |        |       |
|  |           |           |           |        |   |        |        |       |
|  | Drita     | Drita     | 0         |        |   |        |        |       |
|  | Drita     | Drita     | 0         |        |   |        |        |       |
|  | Tirana    | Tirana    | 3         |        |   |        |        |       |
|  | Tirana    | Tirana    | 3         |        |   | Tirana | Tirana | 3     |
|  |           |           |           |        |   | Tirana | Tirana | 3     |
|  |           |           | Erzeni    | Erzeni | 0 |        |        |       |
|  | Erzeni    | Erzeni    | Erzeni    | Erzeni | 0 | 3      |        |       |
|  | Erzeni    | Erzeni    |           |        |   |        |        |       |
|  | Ferizaj   | Ferizaj   | 1         |        |   |        |        |       |
|  | Ferizaj   | Ferizaj   | 1         |        |   |        |        |       |
|  |           |           |           |        |   |        |        |       |

### Półfinały
| 27.11.2021 16:30 (UTC+1) | Drita | 0:3 (18:25, 18:25, 11:25) raport | Tirana | Palestra Sportive në lagjen Marigona Residence, Prisztina |

| 27.11.2021 19:00 (UTC+1) | Erzeni | 3:1 (25:23, 25:22, 21:25, 25:19) raport | Ferizaj | Palestra Sportive në lagjen Marigona Residence, Prisztina |

### Finał
| 28.11.2021 13:00 (UTC+1) | Tirana | 3:0 (25:19, 25:18, 25:17) raport | Erzeni | Palestra Sportive në lagjen Marigona Residence, Prisztina |

## Turniej kobiet

### Drabinka
|  |                  |                  |           |       |   |               |               |       |
|  | Półfinały        | Półfinały        | Półfinały |       |   | Finał         | Finał         | Finał |
|  | Półfinały        | Półfinały        | Półfinały |       |   | Finał         | Finał         | Finał |
|  |                  |                  |           |       |   |               |               |       |
|  |                  |                  |           |       |   |               |               |       |
|  | Tirana           | Tirana           | 2         |       |   |               |               |       |
|  | Tirana           | Tirana           | 2         |       |   |               |               |       |
|  | M-Technologie    | M-Technologie    | 3         |       |   |               |               |       |
|  | M-Technologie    | M-Technologie    | 3         |       |   | M-Technologie | M-Technologie | 3     |
|  |                  |                  |           |       |   | M-Technologie | M-Technologie | 3     |
|  |                  |                  | Drita     | Drita | 0 |               |               |       |
|  | Drita            | Drita            | Drita     | Drita | 0 | 3             |               |       |
|  | Drita            | Drita            |           |       |   |               |               |       |
|  | Vllaznia Szkodra | Vllaznia Szkodra | 1         |       |   |               |               |       |
|  | Vllaznia Szkodra | Vllaznia Szkodra | 1         |       |   |               |               |       |
|  |                  |                  |           |       |   |               |               |       |

### Półfinały
| 26.11.2021 16:30 (UTC+1) | Tirana | 2:3 (22:25, 19:25, 25:20, 25:17, 9:15) raport | M-Technologie | Palestra Sportive në lagjen Marigona Residence, Prisztina |

| 26.11.2021 19:00 (UTC+1) | Drita | 3:1 (25:15, 25:14, 21:25, 25:15) raport | Vllaznia Szkodra | Palestra Sportive në lagjen Marigona Residence, Prisztina |

### Finał
| 28.11.2021 15:30 (UTC+1) | M-Technologie | 3:0 (25:16, 25:23, 25:20) raport | Drita | Palestra Sportive në lagjen Marigona Residence, Prisztina |